# Werner – Eiskalt!
Werner – Eiskalt! ist der fünfte Film um die Comicfigur Werner des Zeichners Rötger Feldmann. Wie im ersten Teil der Serie, Werner – Beinhart!, werden Zeichentricksequenzen in eine Geschichte eingebettet, die von Menschen gespielt wird. Der Film wurde von Herman Weigel und Oliver Berben für die Trickompany Filmproduktion produziert und über Constantin Film Produktion erstmals am 23. Juni 2011 in den deutschen Kinos gezeigt.

## Hintergrund
Bei einer Podiumsdiskussion auf der Frankfurter Buchmesse 2006 erwähnte Rötger Feldmann, dass es langsam an der Zeit sei, einen fünften Werner-Film zu produzieren. Die Dreharbeiten begannen im Juli 2009 in Kiel und Umgebung.

## Handlung
Der berühmte, aber verarmte Comiczeichner Brösel zeichnete gerade seine 13. Folge um die Figur „Werner“, die jedoch sein Verleger nicht veröffentlichen will, da inzwischen Manga den Markt erobert hat. Enttäuscht fährt Brösel nach Korsika. Am Strand will er durch einen „Flachköpper“, einem Kopfsprung ins knietiefe Wasser, den Badenixen Mandy und Barbara imponieren, doch er verliert dabei scheinbar das Leben. Sein Körper landet in der Kühlkammer des Leichenschauhauses, sein Geist nimmt jedoch weiter am Geschehen teil.
Als sein geldgieriger Verleger Seidel in Kiel von dem Unfall Kenntnis erlangt, stiehlt er Brösels neueste Zeichnungen, um so dessen Tod kommerziell auszuschlachten. Brösels Freunde, Präsi, Herbert, Röhre, Walze, Holgi und Brösels Bruder Andi, aus dem norddeutschen Ort „Knöllerup“, die er in seinen Zeichnungen über die letzten 30 Jahre allesamt verewigt hat, entwenden unterdessen in einer Nacht-und-Nebel-Aktion Brösels Leiche, um sie in die Heimat zu überführen.
Brösel selbst und alle anderen Personen erinnern sich innerhalb der Handlung an sein Werk um die Figur Werner, in der er sich selbst sieht, und an den Konkurrenzkampf zwischen ihm und seinem Schulfreund Holgi, der im Kindesalter beginnt, mit dem Rennen und der Veranstaltung auf dem Flugplatz Hartenholm weitergeführt wird und wahrscheinlich niemals enden wird.
In diese Rahmenhandlung sind zahlreiche Trickfilmsequenzen eingefügt, die Bezug auf Feldmanns gesamtes Werk nehmen.

## Kritiken
Werner – Eiskalt! erhielt mehrfach negative Kritiken. Die Zeitschrift TV Spielfilm vergab die niedrigste Wertung und schreibt als Fazit: „Das Comic-Relikt nervt mit alten Flachköpper-Gags“. Das Onlineportal Filmstarts vergab einen von fünf möglichen Punkten und bezeichnete den Film als „Reihentiefpunkt“. Der film-dienst urteilte: „Die Mischung aus animierten Szenen und Realfilm hat in den Animationspassagen einige amüsante Slapstick-Momente, erstickt den aus der Zeit gefallenen Stoff aber mit einem Overkill an Fäkalhumor und anzüglichen Witzen.“

## Gerichtsverfahren wegen Hochladens bei YouTube
Der Filmverleih Constantin scheiterte in einem Eilverfahren gegen das Internetportal YouTube. Der Verleih begehrte von dem Videoportal die Herausgabe der Nutzerdaten eines Uploaders, der Teile des Films öffentlich zugänglich gemacht hatte. Diese Urheberrechtsverletzung rechtfertige jedoch keinen Auskunftsanspruch über die Daten des mutmaßlichen Täters, urteilten zunächst das Landgericht München I und in letzter Instanz 2011 das Oberlandesgericht München. Constantin-Film kann nun noch ein Hauptsacheverfahren anstreben. Unabhängig davon wurden die Filmsequenzen bei YouTube umgehend gelöscht. Das OLG begründet die Entscheidung damit, dass der mutmaßliche Täter durch das Hochladen der Filmteile nicht „in gewerblichem Ausmaß“ gegen das Urheberrecht verstoßen habe.